# Externat (médecine)
Vous pouvez aider à l'améliorer ou bien discuter des problèmes sur sa page de discussion.
- Certaines informations devraient être mieux reliées aux sources mentionnées dans la bibliographie ou les liens externes. Améliorez sa vérifiabilité en les associant par des références. (Marqué depuis janvier 2017)
- Il adopte un point de vue régional ou culturel particulier et nécessite une internationalisation. (Marqué depuis janvier 2017)

En médecine, l’externat correspond aux années de stages cliniques des étudiants en médecine.

## AuQuébec
Après 2 à 3 années de formation théorique (selon l'université), l'étudiant au doctorat en médecine (M.D) commence ses stages en milieu clinique. Il acquiert alors le titre d'externe en médecine. Ces stages se déroulent sous supervision des médecins et des médecins résidents. L'externe effectue donc plusieurs stages obligatoires et/ou optionnels en spécialités (médecine familiale, urgence, psychiatrie, pédiatrie, etc.) afin d'acquérir des connaissances et des compétences pratiques sur l'exercice de la médecine. L'externat se déroule généralement sur 2 ans et se termine par l'obtention du doctorat en médecine si l'externe rencontre les critères d'obtentions du diplôme.
Au terme de l'externat, l'étudiant doit poursuivre sa formation à titre de médecin résident en choisissant l'un des programmes de formations post-doctorales (spécialité). Il ne peut toutefois être accepté dans l'un de ces programmes qu'à la condition d'avoir réussi l'examen du Conseil médical canadien, qui s'ajoute aux critères de diplomation.
Dans le cadre de ses stages cliniques, l'externe en médecine est habilité à questionner et examiner les patients qui lui sont attribués par ses superviseurs, prescrire les examens nécessaires à ces patients et procéder à certaines techniques (infiltration articulaires, sutures, ponctions, etc.). Il ne possède toutefois pas le droit de prescrire de médicaments au sens de la loi. Il est également habilité à écrire au dossier médical d'un patient et fait partie de l'équipe de soin. Sans détenir le titre de docteur en médecine, il est toutefois tenu de respecter le Code de déontologie médicale et la Loi médicale, notamment en ce qui a trait au secret professionnel.